# Chironomus clarinervis
Chironomus clarinervis är en tvåvingeart som först beskrevs av Jean-Jacques Kieffer 1924.  Chironomus clarinervis ingår i släktet Chironomus och familjen fjädermyggor.
Artens utbredningsområde är Tyskland. Inga underarter finns listade i Catalogue of Life.